# دیک سارجنت
دیک سارجنت (انگلیسی: Dick Sargent؛ ۱۹ آوریل ۱۹۳۰ – ۸ ژوئیهٔ ۱۹۹۴) یک هنرپیشه اهل ایالات متحده آمریکا بود. وی بین سال‌های ۱۹۵۴ تا ۱۹۹۳ میلادی فعالیت می‌کرد.
از فیلم‌ها یا برنامه‌های تلویزیونی که وی در آن نقش داشته است می‌توان به افسونگر و عملیات زیرپیراهنی زنانه اشاره کرد.